# ديفيد نوكس (أدبي)
ديفيد نوكس FRSL (11 مارس 1948-19 نوفمبر 2009) كان باحثًا في الأدب الإنجليزي في القرن الثامن عشر معروفًا بسيرته الذاتية لجوناثان سويفت وجون جاي وجين أوستن وصمويل جونسون.  كما كتب سيناريوهات ، بما في ذلك اقتباس من هيئة الإذاعة البريطانية لرواية صموئيل ريتشاردسون كلاريسا (1991) ومقتبس من آن برونتي The Tenant of Wildfell Hall (1996).  كما كان أيضًا مراجعًا رئيسيًا لملحق التايمز الأدبي ومجلة لندن للكتب. 
التحق نوكس بمدرسة كينجز كوليدج ، ويمبلدون ، لندن.  حصل على ماجستير من كلية المسيح بكامبريدج عام 1972 وعلى درجة الدكتوراه.  في عام 1974. [2]  بدأ التدريس في كينجز كوليدج لندن في عام 1973 ، وترقى إلى درجة قارئ في عام 1986 ثم تمت ترقيته إلى أستاذ الأدب الإنجليزي في عام 1998. [2]
في عام 1994 انتخب زميلاً للجمعية الملكية للادب

## الكتب
- Jonathan Swift: A Hypocrite Reversed (1985)
- John Gay: A Profession of Friendship (1995)
- Jane Austen: A Life (1997)
- Samuel Johnson: A Life (2009)